# National Memorial Cemetery of the Pacific
Le National Memorial Cemetery of the Pacific ou Punchbowl National Cemetery est un cimetière militaire américain situé à Honolulu à Hawaï. Il accueille un mémorial en hommage aux hommes et aux femmes ayant servi dans les forces armées américaines. Le lieu est classé au sein du Registre national des lieux historiques.  
Le cimetière est situé dans le Punchbowl Crater (Pūowaina en Hawaiien) juste au nord d'Honolulu, lieu qui fut dans le passé utilisé comme lieu de sacrifice humain pū-o-waina signifiant « colline du lieu (des sacrifices humains) ».
C'est en 1948 que le Congrès américain accepte la construction du cimetière national. Il sera ouvert le 2 septembre 1949. Il accueille 34 000 tombes de soldats ayant participé à la Première Guerre mondiale, à la Seconde Guerre mondiale, à la guerre de Corée et à la guerre du Viêt Nam. Le cimetière est complet et n'accueille plus d'autres soldats.
Avant l'ouverture du cimetière, de nombreux corps de soldats tombés durant la Seconde Guerre mondiale dans le Pacifique étaient déjà rapatriés à Hawaï. 

## Personnalités inhumées (ordre alphabétique)
- Harris Horder (1900-1943), coureur cycliste australien, Horder a pris la citoyenneté américaine. Il rejoint l'US Air Forces, en 1942, à l'âge de 42 ans. Horder, avec les douze membres d'équipage d'un Liberator, appelé "Big Emma", s'écrase en mer, lors d'un vol de reconnaissance dans le mauvais temps, près de Port Moresby en Nouvelle-Guinée
- Daniel Inouye (1924-2012), sénateur américain et héros de la seconde guerre mondiale
- Douglas Kennedy (1915-1973), acteur américain
- Ellison Onizuka (1946-1986), astronaute américain décédé dans l'accident de la navette spatiale Challenger
- Aloysius Schmitt (1909-1941), chapelain de l'USS Oklahoma (BB-37)
- Clarence Dickinson (1912-1984), vétéran de la Seconde Guerre mondiale ayant participé comme pilote de l'US Navy au raid sur les îles Marshall (février 1942) et à la bataille de Midway (juin 1942).

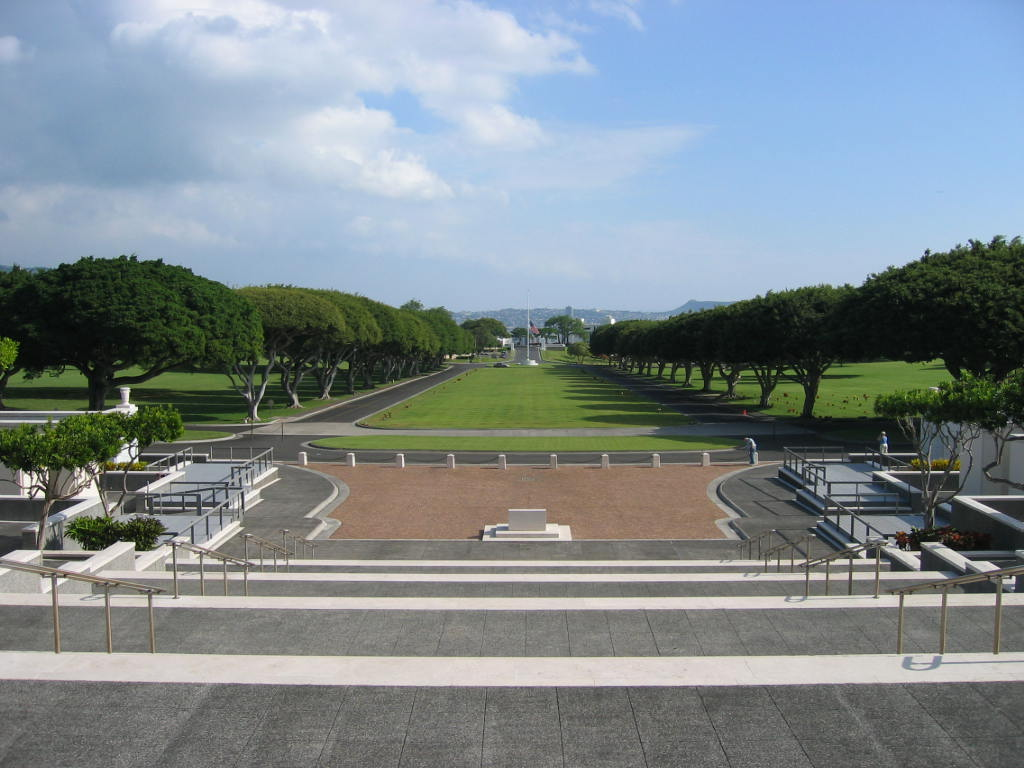
Le mémorial est situé dans le Punchbowl Crater.
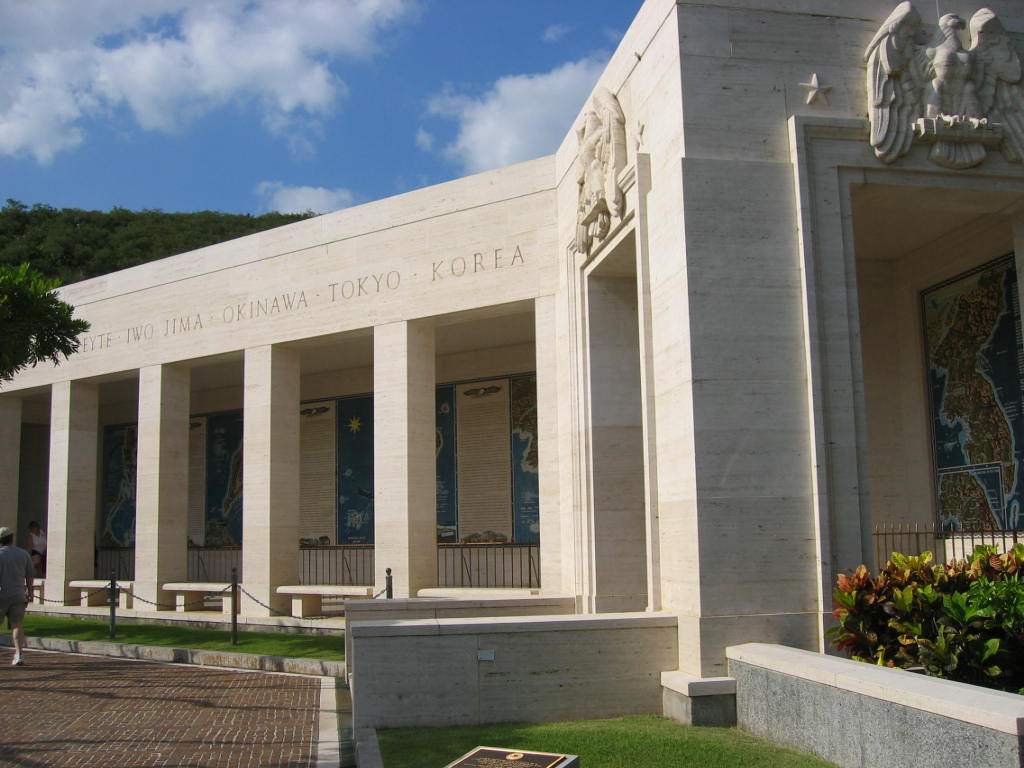
Le mémorial contient une petite chapelle et des évocations des différents lieux des batailles du Pacifique.
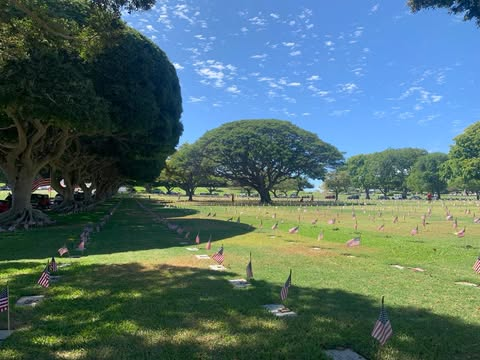
Vue du cimetière lors de la journée du souvenir.